# Матиас Йохан фон дер Шуленбург
Матиас Йохан фон дер Шуленбург (на немски: Matthias Johann, Graf von der Schulenburg) е венециански фелдмаршал на служба на Венецианската република, от 1715 г. първият граф фон дер Шуленбург, наследствен господар на Емден и Делиц на Зале. Император Карл VI го издига на имперски граф.

## Биография
Роден е на 8 август 1661 година в Емден при Магдебург, Свещена Римска империя. Той е най-големият син на фрайхер Густав Адолф фон дер Шуленбург (1632 – 1691) и първата му съпруга Петронела Отилия фон Швенке (1637 – 1674), дъщеря на фон Швенке и фон Алтен.
Следва в Париж и Сомюр и през 1685 г. става „камер-юнкер“ на служба при херцог Антон Улрих фон Брауншвайг. От 1687 до 1688 г. се бие като доброволец с императорската войска в Унгария против турците. След това той е хауптман на сухопътна компания. Бързо се издига военно в херцогството (1692 г. полковник-лейтенант, 1693 г. полковник) и участва в походите на Рейн. Едновременно той е изпращан от херцога на дипломатически мисии.
През 1699 г. Шуленбург, като генерал-майор (на немски: регимент) е на служба при херцог Виктор Амадей II Савойски. През 1700 г. се бие против принц Евгений Савойски. След тежко нараняване напуска през 1701 г. службата си при херцога.
През 1702 г. той е като генерал-лейтенант в саксонската войска на Август II в Полша и участва в Голямата Северна война против Швеция. Напуска саксонската войска през април 1711 г. Понеже не си намира императорска той става на 15 октомври 1715 г. фелдмаршал завинаги в Република Венеция. Едновременно император Карл VI го издига на имперски граф.
Той ръководи защитата на Корфу (от 25 юли до 20 август 1716) против турците. След това завзема крепости. От благодарност Република Венеция му поставя паметник през 1716 г. в Кофу.
През 1718 г. Шуленбург с помощта на венецианския флот навлиза в Албания, но заради сключен мир се оттегля.
Шуленбург се намира във Венеция повече от 30 години и живее в палат Лоредан (по покана на негов приятел по оръжие от Корфу), става колекционер на картини и мецен на венециански художници. Неговата колекция е изпратена през 1736/37 г. в Берлин и се намира в галерията в новия дворец на фамилията.
Матиас Йохан фон дер Шуленбург умира неженен и бездетен на 85 години на 14 март 1747 г. във Верона, Италия.

## Галерия
- Паметник на Шуленбург в Корфу, ок. 1720
- Паметник във Верона
- Палацо Лоредан дел'Амбасциаторе